# 삼서이보역
이 문서의 광둥어 명칭 ("삼서이보")은 위키백과 자체의 광둥어 표기법을 따른 것입니다. 따라서 통용 표기법과는 다를 수 있습니다.
삼서이보(중국어 정체자: 深水埗, 광둥어 예일: Sāmséuibóu) 혹은 삼수이포 (Sham Shui Po) 역은 홍콩 신가우룽 삼서이보에 위치한 홍콩 지하철 췬완 선의 역이다. 청사완 로의 지하에 위치해 있으며 췬완 선에서는 청사완 역과 프린스 에드워드 역 사이에 있다. 역 상징색은 짙은 옥색이다. 1면 2선의 섬식 승강장 구조로 되어 있다.

## 역 구조
| G         | 지상                       | 출구                                  |
| L1        | 대합실                     | 고객서비스, MTR샵                     |
| L1        | 대합실                     | 자판기, ATM기                         |
| L1        | 대합실                     | 옥토퍼스 홍보기                       |
| L2 승강장 | 승강장 2                   | → 췬완선 중완 방면 (프린스 에드워드)→ |
| L2 승강장 | 섬식 승강장, 오른쪽문 열림 |                                       |
| L2 승강장 | 승강장 1                   | ← 췬완선 췬완 방면 (청사완)           |

## 출입구
동북, 동남, 서북, 서남쪽의 출입구 네 개가 있다.
- 동북 - 푹와 가
- 동남 - 페이호 가
- 서북 - 크웰린 가
- 서남 - 아플리우 가[2]

## 교통
C1 출입구 밖으로 나가면 삼서이보 (Sham Shui Po - Yen Chow Street) 버스정류장이 있으며, 두 개의 노선이 다닌다.
- 힌켕 (다이와이 경유) - 286X
- 해피밸리 - 117